# Schwammschleife
Schwammschleife (engl. sponge loop pathway) bezeichnet einen Prozess, zu dem ausschließlich Schwämme in der Lage sind. Sie nutzen dabei nicht nur die gelösten organischen Stoffwechselprodukte von Korallen als Nahrung, sondern wandeln diese zu größeren Partikeln um, die von zahlreichen anderen Tieren genutzt werden können.
Die Korallen tragen so durch ihre Stoffwechselprodukte über die Schwammschleife dazu bei, Energie und Nährstoffe für andere Riffbewohner verfügbar zu machen.

## Allgemeines

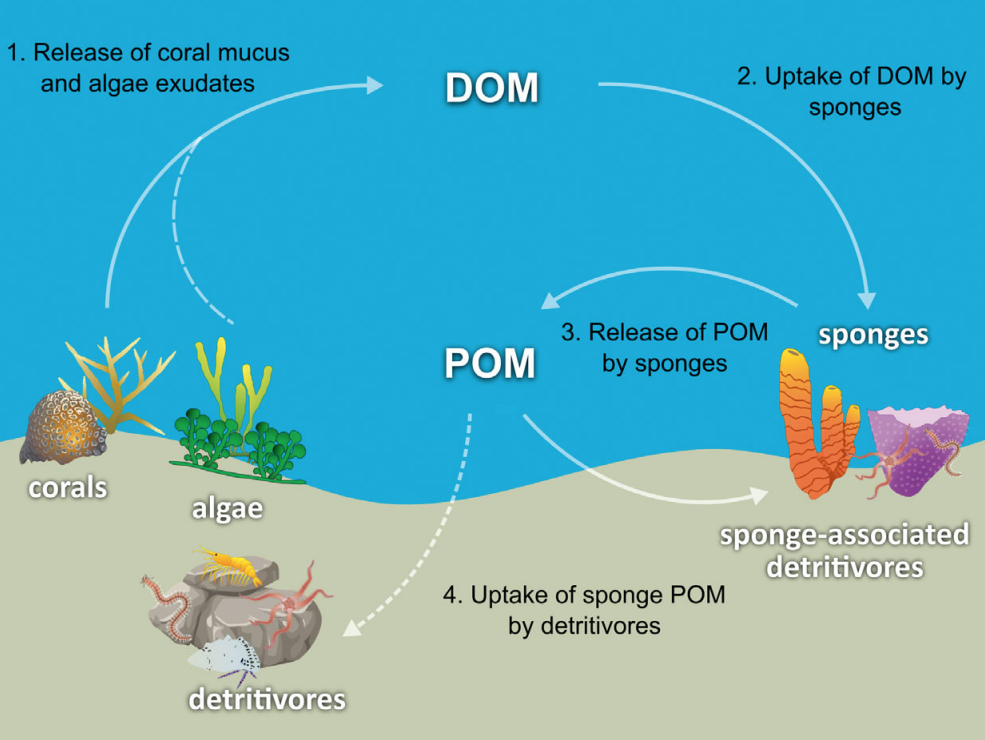
Schematische Darstellung der Schwammschleife

In Korallenriffen scheiden die Korallen kontinuierlich eine schleimige Substanz, in der organische Stoffe gelöst sind (engl. DOM für dissolved organic matter), aus, die ins Wasser abgegeben wird. Schwämme ernähren sich als omnivore Filtrierer und können diese von den Korallen abgegebenen Stoffe als Nahrung aufnehmen. Da sich die schleimigen Stoffwechselprodukte der Korallen sofort im Wasser auflösen, sind die darin enthaltenen, winzigen Partikel für die meisten Organismen zu klein, um durch sie verwertet zu werden. Über die sogenannte Schwammschleife sind Schwämme dazu in der Lage, das unsichtbare, organische Stoffwechselmaterial der Korallen wieder in sichtbare Teilchen umzuwandeln, wobei partikuläres organisches Material entsteht. Ermöglicht wird dies über ihren extrem schnellen Zellstoffwechsel, durch den das gelöst aufgenommene Material in Form von Zellklumpen (engl. POM für particulate organic matter) von den Schwämmen abgegeben wird. Durch die Schwammschleife entstandenes Material wird von zahlreichen Riffbewohnern, darunter Krebse, Würmer, Meeresschnecken und Seesterne, als Nahrung genutzt.
Das von den Schwämmen abgegebene Material enthält organische Substanz, welche auch als Detritus bezeichnet wird. Dieser Zusammenhang wurde zuerst in karibischen Korallenriffen nachgewiesen. Der dort häufige Riffschwamm Agelas tubulata wurde vor Grand Cayman in Tiefen bis 150 Metern untersucht. Dabei wurde festgestellt, dass der Detritus zusätzliche Bestandteile enthält, die vorher nicht nachgewiesen werden konnten und als „Phytodetritus“ bezeichnet werden.
Die Schwammschleife konnte sowohl in tropischen als auch in Kaltwasserriffen (u. a. in Schweden am Skagerrak) nachgewiesen werden.

## Erforschung

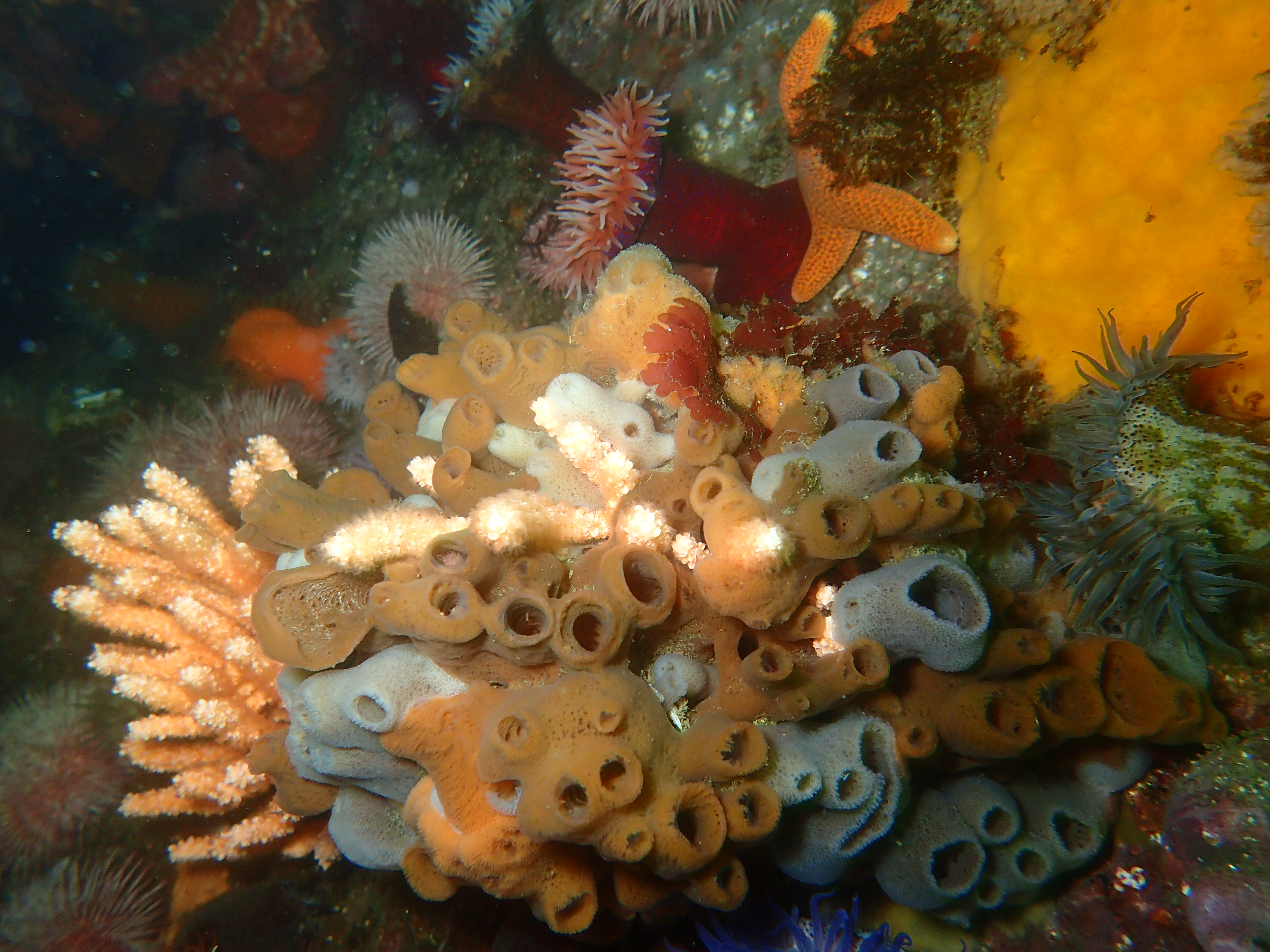
In Riffen bilden Schwämme Lebensgemeinschaften mit Nesseltieren

Zunächst wurden Produktion und Bestandteile des gelösten, organischen Materials (DOM) bei Steinkorallen bei der Gattung Acropora erforscht. Die Substanz enthält sowohl Aminosäuren als auch Kohlenstoffverbindungen (dissolved organic carbon DOC) und Stickstoffverbindungen (dissolved organic nitrogen DON).
Um den Vorgang der Schwammschleife wissenschaftlich nachzuweisen, wurden Isotope (das Kohlenstoffisotop 13C und das Stickstoffisotop 15N) als Tracer eingesetzt, um die Verwertung von gelösten organischen Stoffen aus Korallen, bei Schwämmen der Spezies Mycale fistulifera und Negombata magnifica zu untersuchen. Auch einige Destruenten, die auf die Verwertung des von Schwämmen ausgeschiedenen Materials spezialisiert sind, wie Schlangensterne der Gattung Ophiurida (Ophiothrix savignyi und Ophiocoma scolopendrina) und Spionidae, waren Teil der Studie. Im Ergebnis konnte bestätigt werden, dass Schwämme tatsächlich das organische Material (DOM) aufnehmen, welches von den Korallen freigesetzt wurde. Die Schwammschleife schließt sich durch die erneute Abgabe des organischen Materials POM durch die Schwämme und dessen Aufnahme durch andere Spezies. Die Schlüsselrolle, die Schwämme im Ökosystem Riff haben, wurde so erstmals erkannt.
Spätere Untersuchungen zeigten, dass die Schwämme zwischen 21 und 40 Prozent der im Korallensekret enthaltenen Kohlenstoffverbindungen und zwischen 32 und 39 Prozent der Stickstoffverbindungen assimilierten und anschließend als organisches Material (POM) wieder abgaben. Da dieser Prozess sowohl bei Untersuchungen im Roten Meer als auch für Kaltwasserriffe im nördlichen Atlantik nachgewiesen werden konnte, sind auf das Riff spezialisierte Biologen der Ansicht, dass dieser Vorgang dazu beiträgt, die Riffe als Ökosystem stabil zu halten.
Mittlerweile konnte die Schwammschleife auch bei in der Tiefsee lebenden Schwämmen (bei Geodia barretti und Spezies der Gattung Hymedesmia) nachgewiesen werden, die in deutlich kälterem Wasser leben. Wie zuvor erfolgte der Nachweis über die Isotope 13C und 15N, die auch bei den Schlangensternen nachweisbar waren, die das von den Schwämmen abgegebene, organische Material aufnahmen.